# Victoria Park Town
Koordinaten: 31° 58′ S, 115° 54′ O

Der Town of Victoria Park ist ein lokales Verwaltungsgebiet (LGA) im australischen Bundesstaat Western Australia. Victoria Park gehört zur Metropole Perth, der Hauptstadt von Western Australia. Das Gebiet ist 18 Quadratkilometer groß und hat etwa 35.000 Einwohner (2016).
Victoria Park südöstlich des Stadtzentrums von Perth auf der anderen Seite des Swan River. Der Sitz des Town Councils befindet sich im Stadtteil Victoria Park, wo etwa 8750 Einwohner leben (2016).

## Verwaltung
Der Victoria Park Council hat neun Mitglieder, acht Councillor werden von den Bewohnern der zwei Wards (je vier aus Victoria Park und Carlisle Ward) gewählt. Der Mayor (Bürgermeister, offiziell His Worship, The Mayor) und Ratsvorsitzende wird zusätzlich von allen Bewohnern des Towns gewählt.